# Alphen (Zuid-Holland)
Alphen (Ook wel: Alphen en Rietveld) was een gemeente in de Nederlandse provincie Zuid-Holland. Alphen bestond tot 1918. Daarna is het met de voormalige gemeenten Aarlanderveen en Oudshoorn gefuseerd tot de gemeente Alphen aan den Rijn.

## Geografie
De voormalige gemeente had een oppervlakte van 23,1 km² en grensde aan de buurgemeenten Aarlanderveen, Boskoop, Hazerswoude, Koudekerk, Oudshoorn, Reeuwijk en Zwammerdam.
De gemeente bevatte het dorp "Alphen" (het latere Alphen aan den Rijn), dat aan de zuidoevers van de Oude Rijn lag.

## Fusie
Aanleiding voor de herindeling in 1918 was het verzoek van burgemeester Jan Willem van der Lee uit Aarlanderveen om op te stappen vanwege zijn gezondheid. Hierdoor pleitten op 6 januari 1915 161 inwoners uit Aarlanderveen middels een petitie aan de provincie om in iedergeval de Lage Zijde van Aarlanderveen met Alphen samen te voegen. Ook dienden 173 inwoners uit Alphen diezelfde dag een petitie in bij de provincie met dezelfde inhoud. De provincie stuurde deze petities naar de gemeenteraden van Alphen en Aarlanderveen om beoordeling. De gemeenteraad van Alphen steunde de samenvoeging met een kleine meerderheid, alleen de gemeenteraad van Aarlanderveen was unaniem tegen dit voorstel. Hiermee was de herindeling voorlopig van de baan.
De voorstanders uit Aarlanderveen wenden zich hierna opnieuw naar de provincie met het voorstel van een fusie. Hierop ging de provincie in overleg met de gemeentebesturen van Alphen en Aarlanderveen en met voorstanders van een herindeling. Ook werd naar de mogelijkheid gekeken of Aarlanderveen met een kleiner gebied zelfstandig verder kon en werd er naar gekeken of Oudshoorn ook eventueel betrokken kon worden bij de fusie. De gemeenteraad van Oudshoorn zelf, reageerde positief op een eventuele fusie, maar desondanks waren de gemeenteraden van Alphen en Aarlanderveen nu allerlei redenen tegen.
Ondanks dit, ging de griffie van de provincie door met het maken van een wetsontwerp voor een herindeling van de drie gemeenten. Deze werd in de zomer van 1915 aan de drie gemeenteraden en aan de bevolking voorgelegd, die goedkeuring kreeg van de meerderheid van de bevolking en de drie gemeentebesturen. In september 1915 werd het wetsontwerp aangeboden aan de Minister van Binnenlandse Zaken en twee jaar later werden bij wet van 9 november 1917, staatsblad nr. 628 op 1 januari 1918 de drie gemeenten opgeheven en ingedeeld in de nieuwgevormde gemeente Alphen aan den Rijn.